# Parker Mesa
Die Parker Mesa ist ein markanter und verschneiter Tafelberg im ostantarktischen Viktorialand. In der südlichen Clare Range ragt er 6 km südöstlich des Skew Peak auf.
Das Advisory Committee on Antarctic Names benannte ihn 1976 nach dem US-amerikanischen Biologen Bruce C. Parker, der im Rahmen des United States Antarctic Research Program Studien zur Limnologie auf der Antarktischen Halbinsel (1969–1970) und im Viktorialand (1973–1974 und 1974–1975) durchgeführt hatte.